# Stazione di Iidabashi
La stazione di Iidabashi (飯田橋駅?, Iidabashi-eki) è una stazione ferroviaria di Tokyo che serve la Chūō-Sōbu della JR East e le linee Namboku, Yūrakuchō, Tōzai e Ōedo della metropolitana di Tokyo.

## Linee

### Treni
- East Japan Railway Company
  - ■ Linea Chūō-Sōbu

### Metropolitana
- Tokyo Metro
  -  Linea Namboku
  -  Linea Yūrakuchō
  -  Linea Tōzai
- Metro Toei
  -  Linea Ōedo